# Caesio lunaris
Caesio lunaris är en fiskart som beskrevs av Cuvier, 1830. Caesio lunaris ingår i släktet Caesio och familjen Caesionidae. Inga underarter finns listade.